# Browning Automatic Rifle

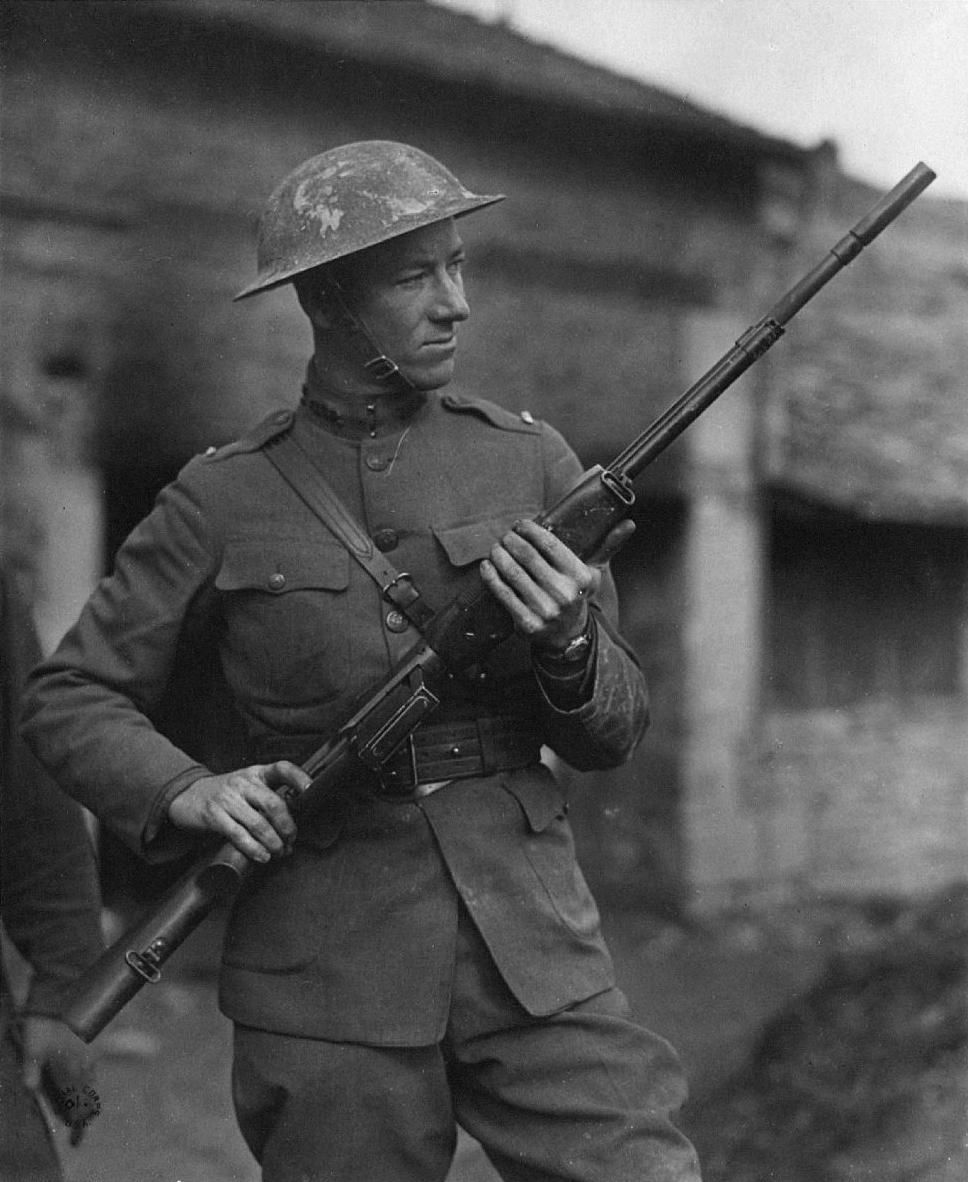
Val A. Browning, Sohn von John Moses Browning, mit einem B.A.R. in Frankreich (1918)

Das Browning Automatic Rifle oder kurz B.A.R. ist ein von John Moses Browning um 1916/17 zur Kampfeinheitenunterstützung entwickeltes, leichtes Maschinengewehr. Nach einer Vorführung vor Regierungsvertretern und der Presse am 27. Februar 1917 in Washington D.C. wurde es als leichtes Maschinengewehr (lMG) bei der US-Armee eingeführt, kam aber zu spät, um im Ersten Weltkrieg noch eine Rolle zu spielen: Seinen ersten Einsatz hatte es am 13. September 1918 in Frankreich. Das B.A.R. hat ein 20 Patronen fassendes Magazin und wiegt geladen über 9 kg, was für ein Maschinengewehr leicht, für ein Sturmgewehr – als solches es ursprünglich gedacht war – aber zu schwer ist. Damit wog das B.A.R. fast doppelt so viel wie das amerikanische Standardgewehr Springfield M1903 und das spätere M1 Garand. Mangels eines geeigneten Nachfolgers war das B.A.R. auch im Zweiten Weltkrieg noch das Standard-lMG der US-Truppen. Es sollte den vorrückenden Einheiten mehr Feuerkraft verleihen, wenn diese die Stellung wechselten. Da das B.A.R. für ein Maschinengewehr mit einer so starken Patrone viel zu leicht war, konnte man es im Dauerfeuer ohne Zweibeinstütze nur schlecht kontrollieren. Auch das nur 20 Patronen fassende Magazin war für eine Serienfeuerwaffe zu klein ausgelegt. Da der Lauf fest mit dem Gehäuse verbunden ist und die Waffe somit nicht über die Möglichkeit eines gefechtsmäßigen schnellen Laufwechsels verfügt, wirkte sich dieser Umstand bei Überhitzung des Laufs nach fortgesetztem Dauerfeuer negativ auf die Anwendung aus. Trotzdem wurde das B.A.R. von den amerikanischen Truppen nach dem Zweiten Weltkrieg noch im Koreakrieg eingesetzt. Noch heute ist die Waffe vereinzelt in einigen Ländern anzutreffen.

## Technik & Beschreibung
Das leichte Maschinengewehr B.A.R. 1918 ist ein zuschießender Gasdrucklader mit Schwenkriegelverschluss. Fabrikationsprobleme führten anfangs zu Ladestörungen, durch die Überarbeitung der Fertigungspläne und Vereinheitlichung der Toleranzen durch Winchester konnten diese Probleme behoben werden und die A1-Version des B.A.R. funktionierte auch unter widrigen Verhältnissen einwandfrei. Der Kolben des B.A.R. 1918 und des B.A.R. 1918 A1 war aus Holz gefertigt, die des B.A.R. 1918 A2 teilweise schon aus Plastik. Das Design der Waffe wurde später von der belgischen Firma Fabrique Nationale d’Armes de Guerre übernommen, welche beim FN Typ D den im hinteren Teil gerippten Wechsellauf einführte. Der Nachfolger des B.A.R. in der amerikanischen Armee ist das M60.

## Varianten

### M1918
Umschaltbar auf Einzel- und Dauerfeuer, kein Zweibein, röhrenförmiger Mündungsfeuerdämpfer, Kimme verstellbar bis 1600 Yards.

### M1918A1
Wie M1918, aber mit einem am Gaszylinder befestigten, nach vorn klappbarem Zweibein und Kornschutz.

### M1918A2

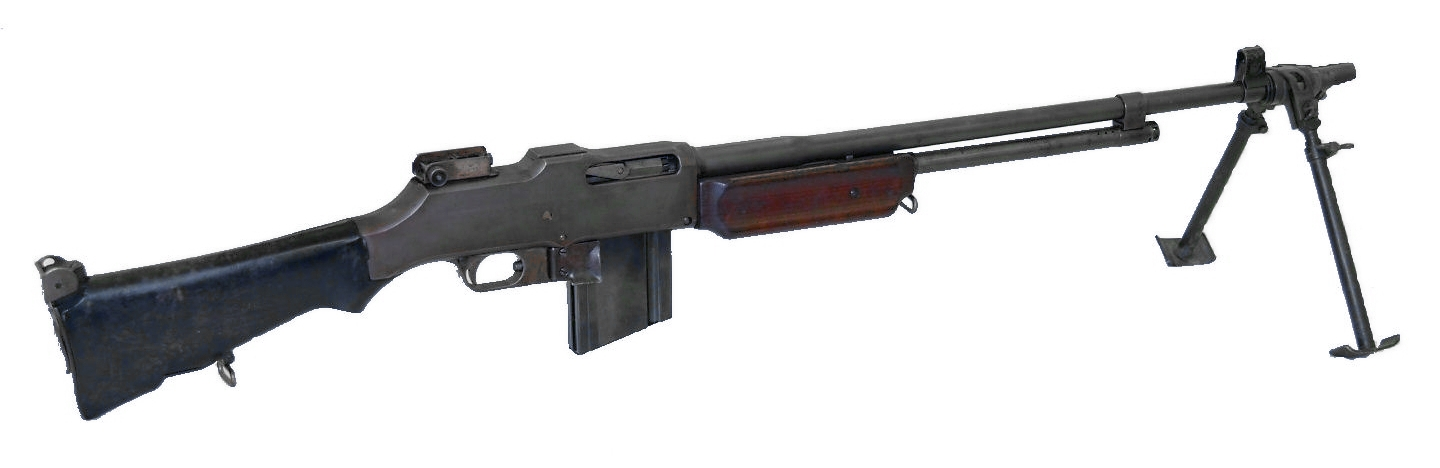
M1918A2

Wie M1918A1, aber nur Vollautomatik in zwei Modi, schnell: Umschalthebel auf A 550 spm, langsam: Umschalthebel auf F 350 spm; auf Position F können Einzelschüsse durch schnelles Loslassen des Abzugs abgegeben werden. Zweibein am Mündungsfeuerdämpfer befestigt und nach hinten klappbar. Lauf im Bereich Patronenlager verstärkt, klappbare Schulterauflage, Kolben mit Befestigung für Kolbenstütze. Der Kolben hat auf der linken Seite eine Vertiefung, die es dem Schützen ermöglicht, mit dem Auge dichter heranzukommen, um die Visierlinie besser zu erfassen. Kimme in Seite und Höhe verstellbar. Vorderschaft zur besseren Kühlung heruntergeschnitten, später neuer Vorderschaft mit Griffmulde. Seitliche Führungswangen am Magazinschacht (zunächst angenietet, später mit dem Abzugsgehäuse in einem Stück gefertigt).

### M1922 Cavalry Machine Rifle
Wie M1918A1, jedoch schwerer Lauf mit Kühlrippen, seitlich angebrachte Riemenbügel, mit Schelle am Kolbenhals befestigte Kolbenstütze.

### Colt Automatic Machine Rifle, Model 1919
Kommerzielle Version des M1918, jedoch ohne Mündungsfeuerdämpfer.

### Colt Automatic Machine Rifle, Model 1924
Wie M1919, jedoch mit Pistolengriff und verkürztem, aber größerem Vorderschaft.

### Colt Automatic Machine Rifle, Model 1925
Wie M1924, aber mit Zweibein, schwerem Lauf mit Kühlrippen, Staubschutzdeckeln für Auswurffenster und Magazinschacht. Colt-Bezeichnung „R75“. Als Version R75 A mit schnellem Laufwechsel.

### Colt Monitor
Ab 1933 hergestellte Variante für Polizeidienst, mit Pistolengriff, ohne Zweibein, mit leichterem kürzerem Lauf (Lauflänge 45,7 cm (18 Inch)) und Cutts-Kompensator. Ohne Magazinschacht-Staubschutzdeckel. Gewicht 6 kg.

### MAC-24/29
Das MAC-24/29 basiert auf dem BAR; für die bessere Eignung als lMG wurde das System um 180° gedreht, so dass die Magazinzufuhr von oben erfolgt.

### Ohio Ordnance HCAR

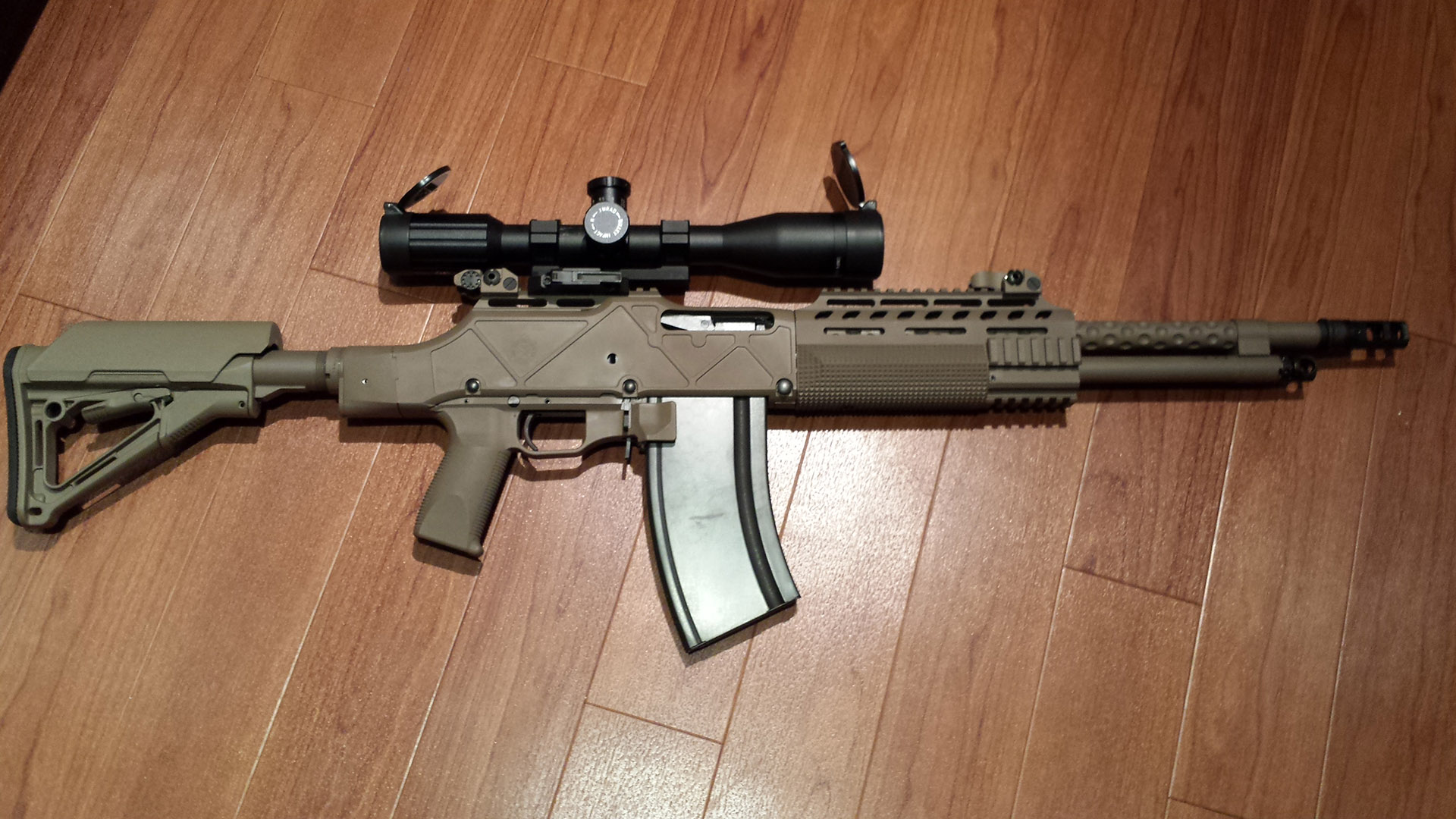
HCAR

Ohio Ordnance stellt eine „Heavy Counter-Assault Rifle“ (HCAR) genannte, stark modernisierte Variante des BAR her. Das Verschlussgehäuse wurde stark erleichtert, der Lauf gekürzt und leichter gemacht sowie eine moderne Plastikschäftung verwendet; in der Variante mit dem 41 cm (16 inches) Lauf wiegt es lediglich 5,3 kg. Das Originalkaliber .30-06 wird beibehalten.